# 하누센
하누센(Hanussen)은 오스트리아에서 제작된 이스트반 자보 감독의 1988년 드라마 영화이다. 클라우스 마리아 브랜다우어 등이 주연으로 출연하였고 아르투르 브라우너 등이 제작에 참여하였다.

## 출연

### 주연
- 클라우스 마리아 브랜다우어

### 조연
- 얼랜드 조셉슨
- 일디코 반사기
- 발터 쉬미딘저
- 카롤리 에페르제
- 그라지나 자폴로스카
- 콜렛 필즈-워렌
- 기오르기 세르하미

## 제작진
- 미술: 요제프 롬바리